# Alfred Nilsson
Alfred Nilsson (i riksdagen kallad Nilsson i Steneberg), född 19 december 1887 i Fränninge, död 11 mars 1966 i Södra Åsums församling, var en svensk lantbrukare och politiker (folkpartist).
Alfred Nilsson, som kom från en bondesläkt, var lantbrukare och hästuppfödare, bland annat i Fränninge, där han också var kommunalt verksam. 
Han var en av de ledande politikerna i Sveriges liberala parti och var partiets vice ordförande under hela dess existens 1923-1934. Efter den liberala återföreningen valdes han in i Folkpartiets verkställande utskott, motsvarande partiledning, och han var även ordförande för Folkpartiets valkretsförbund (motsvarande länsförbund) i Malmöhus läns valkrets.
Alfred Nilsson var riksdagsledamot för Malmöhus läns valkrets i två omgångar: från den 24 april 1933 till 1944 i andra kammaren och 1949-1956 i första kammaren. Som företrädare för Sveriges liberala parti tillhörde han dess riksdagsgrupp Liberala riksdagspartiet 1933-1934 innan Folkpartiets riksdagsgrupp bildades 1935. I riksdagen tillhörde han bland annat statsutskottet som suppleant 1943-1944 och 1949-1953, som ledamot 1954 och åter som suppleant 1955-1956. Han var särskilt engagerad i jordbruks- och försvarsfrågor.